# トゥラ・サターナ
トゥラ・サターナ（Tura Satana、本名：トゥラ・ルナ・パスカル・ヤマグチ (Tura Luna Pascual Yamaguchi)、1938年7月10日 - 2011年2月4日）は、アメリカ合衆国の女優、元エキゾチック・ダンサー。日本の北海道生まれ。彼女は主にラス・メイヤー監督の1965年のカルト映画、『ファスター・プシィキャット!キル!キル! 』の主人公「ヴァーラ」役で記憶されている。

## 生い立ち
サターナの父は日本とフィリピンの血を引くサイレント映画俳優、母はアメリカインディアン（シャイアン族）とスコットランド系アイルランド人の血を引くサーカス芸人だった。
第二次世界大戦後、ローンパイン（カリフォルニア州）のマンザナール強制収容所での抑留が終わり、彼女の一家はシカゴのウェストサイドに移り住んだ。彼女は非常に早くから胸が発育し（9歳で86cmのCカップであった。）、優秀な生徒であったにもかかわらず、容姿と日本の血筋のために絶えず嫌がらせを受けた。9歳の時に学校からの帰途、彼女は5人の男性によって輪姦された。犯人達は全く起訴されず、裁判官が買収されたと噂された。この出来事は彼女が格闘技、合気道と空手を学ぶきっかけとなった。そして15年にわたって強姦者を追い詰め、復讐を果たした。「私は、いつかどうにかして、彼ら全員に借りを返すと自分に誓いました。」と、彼女は数年後に語った。「彼らは、私が言うまで、私が誰であるか判りませんでした。」
強姦事件と買収された裁判官により、ティーンエイジャーの時に彼女は教護院に送られ、ギャングのリーダーになった。彼女はPsychotronic Videoのインタビューにおいて、「我々は革のライダージャケット、ジーンズとブーツを身に付け、目的のためには手段を選びませんでした。」と言っている。13歳の時に彼女はヘルナンド（ミシシッピ州）で、彼女の両親と17歳の花婿の家族によって取り決められた、束の間の結婚をした。
サターナはその後、偽の身分証明を持って15歳でロサンゼルスに行き、ブルース歌手とホステスの仕事で腕試しをした。結局彼女はエキゾチック・ダンサーとして成功し、同僚たちと街から街へと旅をした。サターナは、サイレント映画のスターで立体写真家のハロルド・ロイドに、ショービジネスを続けていく上での自信を与えられた。 - 「私は自分自身を醜い子供と思っていました。ロイド氏は言いました。 - 『あなたはそのような均整のとれた顔を持っています。カメラはあなたの顔を好みます。…あなたは注目されなければなりません。』」
19歳の時、妊娠した。しかし週におよそ1,500ドルを稼ぎ出すダンスの仕事をその後8ヵ月間続けた。

## 女優の経歴
初期にサターナは『ハワイアン・アイ』、『0011ナポレオン・ソロ』、『0022アンクルの女』、『地上最大のショウ』、『バークにまかせろ』などのテレビ出演をした。彼女はまた、ディーン・マーティンとエリザベス・モンゴメリー主演の『僕のベッドは花ざかり (Who's Been Sleeping in My Bed?) 』（1963年）でのダンサー役などで映画にも出演し始めた。同年、彼女はジャック・レモンとシャーリー・マクレーン主演のミュージカル『あなただけ今晩は』にもパリの売春婦としてカメオ出演した。
サターナは、『ファスター・プシィキャット!キル!キル!』以後は『The Astro-Zombies』(1968年)、『The Doll Squad』(1974年)、『Mark of the Astro-Zombies』(2002年)と、主にカルト映画監督テッド・V・マイケルズの作品に出演した。テッド・マイケルズとは長く友人関係が続いた。サターナはまた、『The Incredibly Strange Film Show 』(1988年)、『Strip de velours 』(2005年)、『Sugar Boxx 』(2007年 - ラス・メイヤー同窓生のキトゥン・ナティビダッドと共演) 等の様々なドキュメンタリーやテレビ番組に彼女自身として出演した。

### ファスター・プシィキャット!キル!キル!

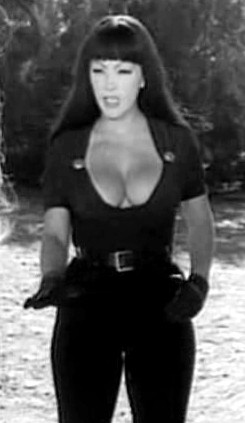
『ファスター・プシィキャット!キル!キル!』(1965年) 予告編より

サターナの最も有名なスクリーン上での役は、『ファスター・プシィキャット!キル!キル!』のヴァーラである。この非常に攻撃的でセクシーな女性を、彼女はスタントシーンも戦闘シーンも全て自分自身で演じた。有名なタイム誌の映画評論家リチャード・コーリスは、彼女の演技をこう評した。「…最も率直な、多分メイヤー作品の中でも率直な演技の一つで、そして確かに最も恐ろしい。」
当初「The Leather Girls 」というタイトルだったこの映画は、女性の暴力への賛歌であり、ラス・メイヤーとシナリオ作家ジャック・モランによって創られた構想に基づいている。両者ともサターナの初オーディションで「ヴァーラそのものだ。」と思った。映画はロサンゼルス郊外の砂漠で、40度近い日中と凍てつく夜間に撮影された。サターナはメイヤーと十代の共演者スーザン・バーナードと頻繁に衝突した。メイヤーは、彼女が「とても有能で、自分自身を制御する術を知っていた。彼女とセックスするな！そして、もし君が彼女とセックスするならば、上手くやってくれ！彼女は、君に襲いかかるかも知れない！」と語った。
彼女は、自身のコスチューム、メイク、格闘技の使用法、会話、主要な男性キャラクターの死の場面でタイヤスピンを使う事など、映画のビジュアルや製作の鍵となるアイデアを提供する役割を完璧に果たした。メイヤーは、映画の名声が長続きした主な理由としてサターナによる撮影中の非常な緊張感をあげた。「彼女と私は、映画を製作したんだ。」と、メイヤーは語った。メイヤーは、彼の以降の作品でサターナを起用しなかったのを大いに残念がった。

## 私生活
1973年、テッド・V・マイケルズ監督の『The Doll Squad 』製作後、サターナは元恋人によって撃たれた。後に彼女は病院で仕事を得、4年間務めた。彼女はファーミン・デルース・ホスピタルで看護を学び、その後ロサンゼルス市警察の操車係として短期間雇用された。1981年、彼女は自動車事故で背中を痛め、2年間入退院を繰り返しながら大きな2つの、その他およそ15の手術を受けた。
サターナはロッド・テイラー、ヒュー・オブライエン、ジェームズ・アーネス、フォレスト・タッカーといったスター達と付き合った。二度目の結婚前には、伝説的な歌手フランク・シナトラと若き日のエルヴィス・プレスリーと関係を持った。エルヴィスは彼女にプロポーズまでした。彼女はエルヴィスを拒絶したが、結婚初年度のプリシラ・プレスリー（エルヴィスの先妻。リサ・マリー・プレスリーの母親）の化粧や服装はサターナに生き写しであった。
1981年11月、彼女はロサンゼルスの元警官と結婚し、結婚生活は20年間続いた。夫は2000年10月に他界した。
サターナは彼女のMySpaceサイトを通じて多くのファンと誠実に接していた。サイトには彼女の映画の抜粋、50年にわたる写真、彼女を模した絵やフィギュアが掲載されている。
2011年2月4日、アメリカ合衆国ネバダ州リノにて心不全のために死去。72歳没。

## 関連書籍
- Frasier, David K. (1998). Russ Meyer : The Life and Films : A Biography and A Comprehensive, Illustrated, and Annotated Filmography and Bibliography. Jefferson, N.C.: McFarland & Co. ISBN 978-0786404728.
- McDonough, Jimmy (2005). Big Bosoms and Square Jaws : The Biography of Russ Meyer, King of the Sex Film. London: Jonathan Cape. ISBN 978-0224072502.
- Meyer, Russ (2000). A Clean Breast : The Life and Loves of Russ Meyer (3 Volume Set). El Rio, TX: Hauck Pub Co. ISBN 978-0962179723.
- Paul, Louis (2008). "Tura Satana", Tales From the Cult Film Trenches; Interviews with 36 Actors from Horror, Science Fiction and Exploitation Cinema. Detroit: Wayne State University Press, p.199-203. ISBN 978-0786429943.
- Des Barres, Pamela (2007). "Chapter 1", Let's Spend the Night Together: Backstage Secrets of Rock Muses and Supergroupies. ISBN 978-1556526688.